# HMS Pickle (1800)
Pour les autres navires du même nom, voir HMS Pickle.
Le HMS Pickle, était une goélette à hunier de 10 canons que la Royal Navy a acheté en 1801.
Le navire est célèbre d'abord pour avoir été le premier navire à annoncer la bataille de Trafalgar au Royaume-Uni, puis pour la prise du navire corsaire français Favorite en 1807. Il s'est échoué et a coulé en 1808 près de Cadix.

## Historique
Il s'agissait à l'origine d'un navire civil du nom de Sting, composé de six canons. Le navire est acheté en janvier 1801 aux Hollandais (Curaçao), par Lord Hugh Seymour pour la Royal Navy basé en Jamaïque. Renommé HMS Pickle en 1802, le navire est armé et commandé par John Richards Lapenotière, et initialement intégré à l'escadre de William Cornwallis. Il participe à la bataille de Trafalgar comme aviso, il ramena en Angleterre les premiers rapports de la bataille en Grande-Bretagne par Cuthbert Collingwood.
En 1807, il capture le navire corsaire français Favorite. Le HMS Pickle s'échoue et coule en 1808 près de Cadix sans faire de victime.

## Répliques
En 1995, cinq répliques de goélettes sont créées au chantier naval Grumant & Askold en Russie. L'une d'elles, nommée d'abord Alevtina & Tuy, est renommée HMS Pickle en 2005 en l'honneur du navire de l'époque impériale. Bien que n'étant pas une réplique du HMS Pickle au sens strict, il a représenté le navire en 1805 pour la célébration du 200e anniversaire de la bataille de Trafalgar en 2005. Le navire est amarré à Hull Marina sur le Humber, il est la propriété de Historic Motor and Sail.

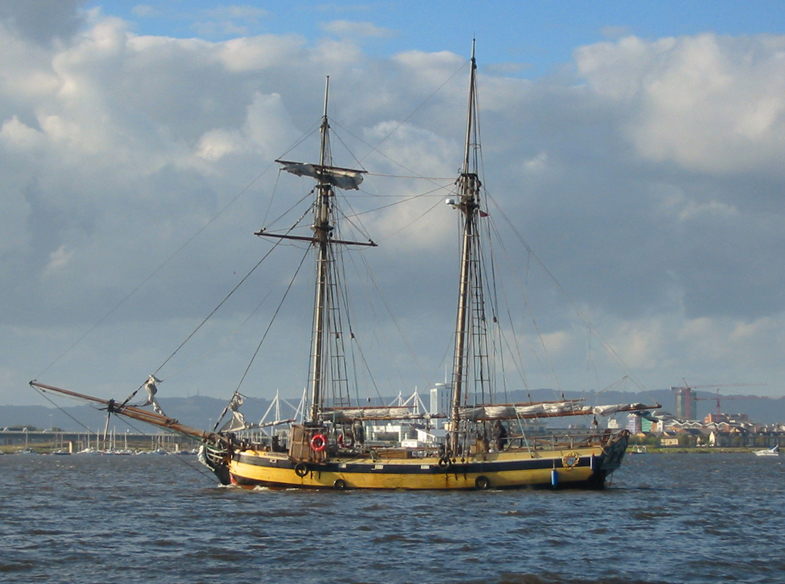
Le Pickle, réplique d'un modèle équivalent au HMS Pickle.